# GNOME Office
 (février 2013).
GNOME Office est la suite bureautique libre de l'environnement de bureau GNOME (une interface graphique pour les systèmes d'exploitation de type UNIX comme GNU/Linux).
Elle est composée des logiciels AbiWord (traitement de texte), Gnumeric (tableur) et GNOME-DB (interface pour les systèmes de gestion de bases de données — SGBD — comme PostgreSQL, MySQL ou encore Oracle).
Ces logiciels ont en commun d'avoir été développés avec l'interface de programmation d'applications de GNOME (basée sur GTK+).

## Historique
- 1997 : lancement du projet GNOME
- 2003 : GNOME Office 1.0
- 2004 : GNOME Office 1.2